# Johann Michael Hamann
Johann Michael Hamann (geboren am 27. September 1769 in Königsberg; gestorben am 12. Dezember 1813 ebenda) war ein deutscher Lyriker und Pädagoge.

## Leben
Hamann war der Sohn von Johann Georg Hamann, dem als „Magus des Nordens“ bekannten Philosophen und Schriftsteller. Nach einem gründlichen, vor allem altsprachlichen häuslichen Unterricht nahm Hamann 1786 das Studium der Philosophie und Philologie an der Universität Königsberg auf. 1787 begleitete er zusammen mit einem Arzt seinen Vater auf einer Reise nach Westfalen, auf der dieser erkrankte und im Juni 1788 in Münster verstarb. Nach weiterem Studium und einer Stelle als Hofmeister im Haus des Grafen Keyserling in Blieden in Kurland (heute Blīdene im Bezirk Brocēni, Lettland) wurde er 1793 Hilfslehrer an der Königsberger Domschule und 1794 mit Unterstützung Theodor Gottlieb von Hippels Konrektor an der Altstädtischen Lateinschule.
1796 wurde er deren Rektor, und widmete sich in unermüdlichen Arbeit bis zu seinem Tod mit 44 Jahren dem Aufbau und der Reform dieser Schule. Er erstellte noch als Konrektor einen neuen Unterrichtsplan, gab wöchentlich 28 Stunden, korrigierte jahrelang jede Woche 220 deutsche, lateinische und französische Arbeiten, bemühte sich um eine Verbesserung der sehr kargen Lehrergehälter und verfasste auch Lehrbücher. 1811 wurde die Schule entsprechend dem Königsberger Schulplan in ein humanistisches Gymnasium umgewandelt. In der Zeit der preußischen Bildungsreform war er zeitweise Mitglied  der 1810 gegründeten Wissenschaftlichen Deputation, die das Bildungswesen im Sinne des Neuhumanismus umgestalten sollte. Nach seinem Tod wurde ihm von seinen Schülern ein Denkmal gestiftet.
1791 hatte Hamann zwei Bände mit Gedichten veröffentlicht (Gedichte eines Dilettanten und Poetische Versuche), 1799 folgte ein weiterer Band (Blätter des Gefühls und der Erinnerung). Er orientierte sich in seiner an antiken Beispielen geschulten Lyrik an der empfindsamen Tradition, an Klopstock und gelegentlich an Goethe, ohne den Rahmen der Konvention zu verlassen. Als Beispiel das Eingangsgedicht des letzten Gedichtbandes:
Wo Apollo’s Lorbeerhaine winken

aus dem Quell von Delos wollt’ ich trinken;

Zürnend wies Apollon mich zurück.

Venus sprach mit hulderfülltem Blick:

Jüngling, hier wo Myrthenhaine winken,

Aus dem Quell von Paphos magst du trinken!

Und gehorchend trank ich aus dem Quelle;

Nur von Liebe floss des Liedes Welle.

Plötzlich nahte mir in Sonnenklarheit,

männlich ernst die Göttin reiner Wahrheit:

Jüngling, sprach sie, weihe dein Gefühl

Nicht dem Scherze, nicht der Liebe Spiel!

Unter Bilder dichterischer Wahrheit

hülle die Gestalt der nackten Wahrheit!

Schreibe, was du fühlst, von mir gedrungen,

Auf die Blätter der Erinnerungen!

## Werke
- Gedichte eines Dilettanten. Königsberg 1791, Digitalisat.
- Poetische Versuche. Libau 1791, Digitalisat.
- De Socrate, cum discipulis libros Veterum tractante. Königsberg 1794, Digitalisat.
- Chorum Euripideum E Bacchis. Königsberg 1794, Digitalisat.
- Gedanken über den Unterricht im Latein auf den niedern Schulklassen; womit zu seiner Einführung als Con-Rector bey der Lateinischen Schule der Altstadt-Königsberg […] einladet Johann Michael Hamann. Königsberg 1794, Digitalisat.
- Blätter des Gefühls und der Erinnerung. Nebst zwölf Melodien von Christian Kanter. Königsberg 1799, Digitalisat.
- Kleine Schulschriften. Nach seinem Tode gesammelt. Nebst einer Denkschrift auf den Verstorbenen von Ludwig von Baczko. Königsberg 1814.
- Gedichte. Nachdruck der Erstausgaben. Mit einem Nachwort von Joseph Kohnen in Zusammenarbeit mit Reiner Wild. Regensburger Beiträge zur deutschen Sprach- und Literaturwissenschaft. Reihe A, Quellen 6. Lang, Frankfurt am Main u. a. 1993, ISBN 3-631-45855-X.